# Loudetiopsis thoroldii
Loudetiopsis thoroldii är en gräsart som först beskrevs av C.F.Hubb., och fick sitt nu gällande namn av James Bird Phipps. Loudetiopsis thoroldii ingår i släktet Loudetiopsis och familjen gräs. Inga underarter finns listade i Catalogue of Life.